# Jan Bąbiński
Jan Bąbiński (ur. 1923 w Łodzi) – polski dziennikarz radiowy i pisarz.

## Życiorys
Uczył się w gimnazjum w Katowicach. Podczas II wojny światowej został wywieziony na roboty przymusowe do Niemiec w Zagłębiu Ruhry. Powrócił do Polski w 1946 i podjął pracę dziennikarza w „Głosie Robotniczym”, a następnie „Nowinach Rzeszowskich” i w redakcji Rozgłośni Polskiego Radia w Łodzi. Publikował liczne artykuły nt. gospodarki i społeczeństwa. Był kierownikiem Redakcji Komitetu do Spraw Radia i Telewizji Rozgłośni w Łodzi (1969). Jest m.in. autorem reportaży – „Noc w Soho” i „Chiromanta i komputery” (1973) i opowieści „Droga do kariery” (1974).

## Nagrody
- Medal 10-lecia Polski Ludowej (1955)[4],
- Honorowa Odznaka Miasta Łodzi (1969)[3],
- Nagroda Miasta Łodzi (1982) – nagroda za całokształt twórczości dziennikarskiej i literackiej[5].

## Książki
- Noc w Soho, Wydawnictwo Łódzkie, 1971,
- Drogi do kariery, Wydawnictwo Łódzkie, 1973,
- Chiromanta i komputery, Wydawnictwo Łódzkie, 1973,
- Dobrze wyceniony, Ludowa Spółdzielnia Wydawnicza, 1978,
- Wielcy zbrodniarze stulecia, Oficyna Wydawnicza KARAT, 1995.